# Eurycorypha mutica
Eurycorypha mutica är en insektsart som beskrevs av Karsch 1891. Eurycorypha mutica ingår i släktet Eurycorypha och familjen vårtbitare. Inga underarter finns listade i Catalogue of Life.